# 田辺徳五郎

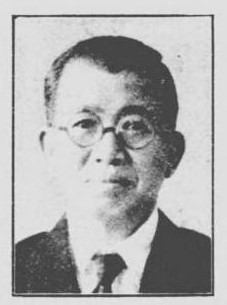
田辺徳五郎

田辺 徳五郎（田邊 徳五郎、たなべ とくごろう、1885年（明治18年）2月1日 - 1947年（昭和22年）5月20日）は、大正から昭和時代前期の政治家、実業家、銀行家、地主、神奈川県多額納税者。衆議院議員（神奈川県第1区選出、当選1回）。旧姓は渡邊、旧名は眞吉、あるいは真吉。

## 経歴
神奈川県鎌倉郡戸塚駅（戸塚町を経て現横浜市戸塚区）に生まれる。渡邊三左衛門の弟。1909年（明治42年）長崎高等商業学校を卒業。横浜石川中村町（現南区中村町）の地主で金融業を営む田辺徳五郎の養嗣子となり、先代の没後に襲名する。
1914年（大正3年）田辺合資会社を設立。1922年（大正11年）横浜市会議員に当選し、1942年（昭和17年）まで務めた。その間、1934年（昭和9年）から1942年（昭和17年）まで議長を務めた。1935年（昭和10年）、全国市会議長会長。
1942年（昭和17年）4月の第21回衆議院議員総選挙では神奈川県第1区から翼賛政治体制協議会推薦で出馬し当選。衆議院議員を1期務めた。その後、1945年（昭和20年）2月から1946年（昭和21年）まで再び横浜市会議長を務めた。
ほか、横浜貿易倉庫重役、横浜商業会議所議員、横浜植林、神中鉄道各監査役、神奈川県農工銀行、江ノ島電気鉄道、湘南瓦斯、光精機製作所各取締役、都南貯蓄銀行取締役頭取、東海醤油取締役社長、横浜市復興信用組合長、同市教育会長を歴任した。墓所は横浜市根岸共同墓地。
戦後、公職追放となり、追放中の1947年死去。

## 家族・親族
田辺家
- 養父・徳五郎[6][8]
- 妻・チヨ（神奈川、鈴木準蔵の二女）[6][8]
- 長男・文七（1916年 - ?、田辺亮の養子となる、地主）[7]
- 二男[6]
- 四男[7]
- 長女[6][8]
- 二女[6][8]
- 三女[6][8]
- 四女[6][8]
- 五女[6]
- 六女[7]